# آنا كريستي فال
آنا كريستي فال (بالإنجليزية: Anna Christy Fall)‏ هي محامية أمريكية، ولدت في 23 أبريل 1855 في تشيلسي في الولايات المتحدة، وتوفيت في 13 يناير 1930.